# Nesreča v Gioâni
Nesreča v Goiâni je bila vzrok radioaktivnega onesnaženja, ki se je zgodilo 13. septembra 1987 v mestu Goiânia, v brazilski zvezni državi Goiás, po tem, ko so iz zapuščene bolnišnice ukradli vir radioterapije. Rezultat tega so bile štiri smrtne žrtve. Okoli 112,000 ljudi so pregledali, če so okuženi z radioaktivnimi delci in na 249 ljudeh so odkrili močno povečano raven radioaktivnega materiala v ali na telesu. V dekontaminacijskem postopku so na več mestih morali odstraniti zgornjo plast zemlje, nekaj hiš so morali porušiti. Vse predmete iz teh hiš so odstranili in pregledali. Magazin Time je označil nesrečo za eno izmed svetovno »najhujših jedrskih nesreč« in Mednarodna agencija za atomsko energijo jo je poimenovala »ena najhujših svetovnih radioloških nesreč.

## Vir sevanja
Vir sevanja v Goiânski nesreči je bila majhna kapsula, ki je vsebovala 93 gramov visoko radioaktivnega cezijevega klorida (cezijeva sol narejena z radioaktivnim izotopom, cezij-137). Kapsula je vsebovala zaščitno posodo iz svinca in jekla. Kapsula je bila postavljena v krožnemu kontejnerju, kjer se kolo znotraj vrti v ohišju za premikanje vira med stanjem skladiščenja in stanji obsevanja. Leta 1971 je bila aktivnost vira 74 tera bekerelov (TBq). Mednarodna agencija za atomsko energijo (IAEA) opisuje kontejner – 51 milimetrov (2 inča) v premeru in 48 milimetrov (1,8 inča) dolgo – kot »mednarodno standardno kapsulo«. Specifična aktivnost aktivne snovi je bila okoli 814 TBq na kilogram cezija-137 (razpolovna doba 30 let). Razmerje odmerka na en meter od vira je 4,56 Greja na uro ( 456 rad na uro). Medtem ko je bila serijska številka naprave neznana, kar je oviralo identifikacijo, so ugotovili, da naj bi bila naprava izdelana v Združenih državah Amerike v nacionalnem laboratoriju Oak Ridge. Uporabljana je bila kot vir radiacije za radiacijsko terapijo v Goiânski bolnišnici.
Dokument Mednarodne agencije za atomsko energijo kaže, da:
Razmerje odmerka zaradi zunanjega sevanja z enotne kontaminacije tal s cezijem-137 je 1,6×〖10〗^(-12) (Sv/h)/(Bq/m^2 ) Notranji odmerek za zaužitje: 1,2×〖10〗^(-8) Sv/Bq
Notranji odmerek za inhalacijo: 8,7×〖10〗^(-9) Sv/Bq
Mednarodna agencija za atomsko energijo pravi, da je vir vseboval 50.9 TBq (1,380 Ci), ko je bil ukraden in približno 44 TBq (1200 Ci, 87%) radioaktivnosti je bilo med čiščenjem odstranjeno. To pomeni, da je 7TBq (190 Ci) ostalo v naravi, ampak je do leta 2012 razpadlo na približno 3,9 TBq (110 Ci).

## Dogodki

### Zapuščena bolnišnica
The Instituto Goiâno de Radioterapia (IGR), privatni inštitut radioterapije v Goiâni, se je nahajal le kilometer stran od Praçe Cívice (upravno središče mesta). Inštitut se je preselil v nove prostore leta 1985. Za sabo so pustili enoto radioterapije osnovane na ceziju-137 ki je bila kupljena leta 1977. Usoda zapuščene klinike je bila spodbijana na sodišču med IGR in Družbo Svetega Vincenta de Paula, takratnega lastnika zemljišča. 11. Septembra leta 1986 je sodišče v Goiásu navedlo da vedo za zapuščen radiološki material v stavbi. 4. maja 1987, štiri mesece pred krajo, je Saura Taniguti, takratni direktor Ipasga, inštituta zavarovanja javnih uslužbencev, uporabil policijo, da je preprečil, da bi eden bivših lastnikov IGR-ja, Carlos Figueiredo Bezerril, odstranil stvari, ki so ostale v privatnem inštitutu v Goiâni. Figueiredo je pozval predsednika Ipasga, Licia Teixeria Borgesa, da naj prevzame odgovornost za dogodke s »cezijsko bombo«. Na zahtevo sodišča so varnostniki ščitili nevarno zapuščeno opremo. Medtem so lastniki IGR-ja napisali več pisem nacionalni komisiji za nuklearno energijo. Opozarjali so jih na nevarnosti , ki se lahko zgodijo, če radioaktivna terapijska oprema ostane v zapuščenem inštitutu. Opreme niso mogli odstraniti sami, ker jim je sodišče to prepovedalo.

### Kraja vira
13. septembra leta 1987, varnostnik, ki je bil zadolžen za dnevno varovanje, Voudireinão da Silva, ni prišel na delo. Nadrejenim je sporočil, da je bolan. To je bil izgovor, da je lahko z družino obiskal kino. Na isti dan sta Roberto dos Santos Alves in Wagner Mota Pereira ilegalno vstopila v delno porušeno zgradbo in tam našla radioaktivno terapijsko opremo. Mislila sta, da bi lahko s prodajo opreme nekaj zaslužila, zato sta jo s samokolnico odpeljala k Robertu domov. Tam sta začela z razstavljanjem opreme. Istega večera sta oba začela bruhati. Ne glede na slabosti sta nadaljevala z delom. Naslednji dan je Wagner občutil vrtoglavico, dobil drisko in leva roka mu je začel zatekati. Kmalu so se mu na roki razvile hude opekline, zaradi česar so mu morali amputirati več prstov. 15. septembra je Wagner obiskal lokalno kliniko kjer so diagnosticirali njegove simptome kot rezultat tega, da je pojedel nekaj slabega. Rekli so mu naj se vrne domov in počiva. Medtem je Roberto nadaljeval z delom v želji, da bi razstavil opremo. Nevarno radioaktivno opremo je imel skrito na vrtu za hišo pod mangovcem. Robertu je kmalu uspelo razstaviti opremo. Odstranil je kapsulo cezija z zaščitne vrteče glave. To je bil povod za izgubo njegove desne roke vse do komolca. Z odstranitvijo kapsule se je izpostavil radioaktivnemu materialu, zaradi česar mu je desna podlaktnica začel gniti.

### Vir je delno uničen
16. Septembra je Alves z izvijačem odprl kapsulo. To mu je omogočilo, da je videl globoko modro luč, ki je prihajala iz majhne odprtine, ki jo je naredil. V odprtino je vstavil izvijač in z njim uspešno pobral ven nekaj svetleče snovi. Mislil je, da je snov mogoče nekakšen smodnik, zato jo je poskušal prižgati, vendar brez uspeha. V poročilu je bilo napisano, da niti IAEA ni vedela za natančen mehanizem, ki je ustvarjal svetlobo. Mislili so, da je bodisi fluorescenca, ali Cherenkovo sevanje povezano z absorpcijo vlage s strani vira. Podobno modro svetlobo so opazili leta 1988 ob odstranjevanju kapsule Cezija-137 v nacionalnem laboratoriju Oak Ridge.

### Vir je razstavljen in prodan
18. septembra je Alves prodal razstavljene dele bližnjemu smetišču. Delavec smetišča je prišel do hiše, naložil opremo in jo odpeljal na smetišče in tam razložil. Tisto noč je lastnik smetišča, Devair Alves Ferreira, ki je živel v sosednji hiši, odšel v garažo in opazil modro svetlobo iz počene kapsule. Mislil je, da je vsebina kapsule bodisi zelo vredna, bodisi nadnaravna. Takoj jo je nesel v hišo. V naslednjih treh dneh je povabil prijatelje in družino na ogled skrivnostne modre vsebine. Ponudil je celo nagrado vsakemu, ki bi mu uspelo odpreti kapsulo in iz nje sprostiti modro snov. Omenil je, da je nameraval ženi narediti prstan iz modre snovi. 21. septembra je na smetišču Ferreireinemu prijatelju uspelo sprostiti nekaj zrn modre snovi v velikosti riža. To snov je prijatelj delil z bratom, nekaj je je obdržal zase, ostalo pa pustil Ferreiri. Devair Alves Ferreira jo je nato začel deliti s prijatelji in družino. Na isti dan je njegova 37-letna žena Gabriela Maria Ferreira zbolela. 25. septembra 1987 je Devair prodal kapsulo drugemu smetišču.

### Ivo in njegova hčerka
Dan preden je Devair prodal kapsulo drugemu smetišču je Ivo, Devairjev brat uspešno odstranil nekaj modre snovi iz vira. Nesel jo je domov. Tam jo je nekaj nanesel na cementna tla. Njegova šestletna hčerka, Leide das Neves Ferreira, je kasneje pojedla sendvič, sedela pa je na tleh kjer je njen oče nanesel modro snov. Bila je navdušena nad modrim sijem snovi, zato jo je nekaj razmazala po telesu in to pokazala materi. Prah s snovi je padel na sendvič, ki ga je Leide pojedla. Absorbirala je 1 GBq, skupno dozo 6 Grajev, kar je približno 13 Sv, več kot dovolj za smrtno dozo kljub zdravljenju.

### Gabriela Maria Ferreira obvesti oblasti
Gabriela Maria Ferreira je prva opazila, da je veliko ljudi okoli nje zbolelo ob istem času. Njeno ukrepanje takrat je verjetno rešilo več življenj. Najprej je posumila, da je krivec pijača, ki so jo delili, vendar po analizi pijače so odkrili, da to ne drži. 28. septembra 1987, 15 dni po odkritju kapsule, je Gabriela odšla do smetišča kamor so kapsulo prodali. Tam je vzela kapsulo s snovjo in se z avtobusom odpravila proti bolnišnici. Kapsulo je spravila v plastično vrečko. V bolnišnici je zdravnik Paulo Roberto Monteiro pravilno predvideval, da je vsebina vrečke nevarna. Postavil jo je na stol na vrtu, da bi povečal razdaljo med njim in snovjo. Ker je bila snov v plastični vrečki, je bila stopnja onesnaženja v bolnišnici nizka.

### Vir radioaktivnosti je razkrit
29. septembra 1987 zjutraj, je gostujoči zdravnik Walter Mendes Ferreira je uporabil scintilacijski števec sposojen od NUCLEBRAS (nacionalna vladna agencija, ki se ukvarja z jedrskim gorivom in iskanjem uranove rude), da bi potrdil prisotnost radioaktivnosti. Walter je večino dneva porabil za dokazovanje nevarnih stopenj radioaktivnosti in prepričeval oblasti, da naj nemudoma ukrepajo. Mesto, vlada in vsa država, vsi so bili seznanjeni o incidentu ob koncu dneva in takrat se je začel odziv na incident.

## Zdravstveni rezultati
Približno 130,000 ljudi preplavi bolnišnice. Od teh 130,000 so na dvestopetdesetih, s pomočjo Geigerjevih števcev našli sledi radioaktivnosti. Na koncu je 20 ljudi kazalo znake slabosti od sevanja, zato so jih hospitalizirali. Podali so starost v letih, z dozami označenimi kot Gy ali Grej.

### Smrtne žrtve

#### Leide das Neves Ferreira – 6 let (6.0 Gy, 6 Sv)
Leide je bila hčerka Iva Ferreire. Prišla je mednarodna skupina, da bi jo pozdravila. Leide je bila v izolacijski sobi, ker se je bolnišnično osebje balo biti v njeni bljižini. Postopoma so se ji razvile otekline v zgornjem delu telesa, izpadanje las, poškodbe pljuč in ledvic, notranje krvavitve. Umrla je 23. oktobra 1987, za »septikemije in generalizirane okužbe« v bolnišnici Marcilio Dias Navy v Riu de Jeneiru . Pokopana je na pokopališču v Goiâni, v posebni krsti obloženi s svincem, ki preprečuje širjenje sevanja. Kljub posebni krsti obloženi s svincem je 2000 ljudi protestiralo, zaradi strahu, da bo truplo zastrupilo okolico. Z ograjevanjem poti do pokopališča, so s kamni in opekami poskušali preprečiti pogreb mlade deklice.

#### Gabriela Maria Ferreira – 37 let (5.7 Gy, 5.5 Sv)
Gabriela je bila žena lastnika smetišča Devaira Ferreire. Zbolela je tri dni kasneje, ko je prvič prišla v stik z modro snovjo. Njeno stanje se je poslabšalo. Razvile so se ji notranje krvavitve, zlasti v okončinah, očeh in prebavnem traktu. Tudi lasje so ji začeli izpadati. Umrla je 23. oktobra 1987, približno mesec po stiku s snovjo.

#### Israel Baptista dos Santos – 22 let (4.5 Gy, 4.5 Sv)
Israel je bil delavec na smetišču. Ko je smetišče dobilo kapsulo, je Israel večinoma časa porabil s poskušanjem, da bi odprl radioaktivni vir. Razvile so se mu resne dihalne in limfne komplikacije. Sčasoma je bil sprejet v bolnišnico in umrl šest dni kasneje, 27. oktobra 1987.

#### Ademilson Alves de Souza – 18 let (5.3 Gy, 5 Sv)
Še en delavec na smetišču. Tudi on je večinoma časa porabil z radioaktivnim virom. Razvile so se mu poškodbe pljuč, notranje krvavitve in srčne poškodbe. Umrl je 18. oktobra 1987.
Devair Ferreira, lastnik smetišča je klub prejetju 7 Grejev sevanja preživel. Umrl je leta 1994, zaradi kronične depresije in hudega popivanja.

### Drugi posamezniki
Kar nekaj ljudi je preživelo visoki izpostavljenosti sevanju. Mislijo, da zato ker je v nekaj primerih bila izpostavljenost frakcionirana. Čez čas telo samo pozdravi poškodbe, ki so krivda sevanja, če le to sevanje ni premočno.

### Ostali okuženi ljudje
Za tem, ko je bilo 112,000 ljudi pregledanih za radioaktivnim sevanjem, so na 249 odkrili višje stopnje radioaktivnih snovi na ali v telesu. Od teh 249, jih je 129 imelo notranje okužbe. Večinoma notranje okuženi ljudje so prejeli majhne količine radioaktivnih snovi (manj kot 50 mSv, manj kot 1 od 400 tveganja za pojav raka). Na tisočih ljudeh so opazili večje količine radioaktivnih snovi. Ta količina je bila večja kot eno letno sevanje iz okolja. Okoli 97% teh ljudi je imelo v sebi med 10 in 200 mSv ( 1 od 2000 in 1 od 100 da bi dobili raka zaradi sevanja). Leta 2007 je fundacija Oswaldo Cruz ugotovila da je stopnja cezija-137 s povezanimi boleznimi enaka s preživelimi v Goiânski nesreči večini  populacije. Še vedno plačujejo odškodnino preživelim, ki trpijo za boleznimi, ki so povezane z radioaktivnim sevanjem.

## Pravne zadeve
Zaradi povzročenih smrti, so bili obtoženi trije zdravniki, ki so vodili IGR. Obsojeni so bili zaradi malomarnosti. Ker je do nesreče prišlo pred razglasitvijo federalne konstitucije leta 1988 in ker je radioaktivni vir bil od klinike in ne od posameznih lastnikov, sodišče ni moglo razglasiti lastnikov IGR-ja za odgovorne. Eden on lastnikov klinike in zdravnik klinike sta morala plačati 100 000 $ zaradi stanja opuščene stavbe. Obeh lastnikov smetišč niso uporabili kot obtoženca v javni civilni tožbi. Nesreča je prikazala pomembnost varovanja in nadziranja vseh stvari z močnim radioaktivnim sevanjem s strani javnih organov. To je zdaj v zakonu v več državah. Leta 2000 je CNEN, nacionalna komisija za nuklearno energijo morala plačati 1.3 milijone $ odškodnine in zagotoviti medicinsko in psihološko pomoč vsem žrtvam nesreče in njihovim potomcem vse do tretje generacije.